# دشت انقلاب (كويرات)
دشت انقلاب (بالفارسية: دشت انقلاب) هي قرية تقع في إيران في Kavirat Rural District. يقدر عدد سكانها بـ 27 نسمة بحسب إحصاء 2016.